# Ptahhotep
Ptahhotep ókori egyiptomi vezír és intelemszerző volt az V. dinasztia idején, Dzsedkaré Iszeszi uralkodása alatt. Vezíri címe mellett számos más fontos címet viselt: a kincstár elöljárója, a király dokumentumai írnokainak elöljárója, a kettős magtár elöljárója, a király minden munkálatainak felügyelője volt. Az egyiptomi intelemirodalom egyik legkorábbi alkotásának, a Ptahhotep intelmeinek a szerzője. Fia, Ahethotep és unokája, Ptahhotep Tjefi szintén vezírek voltak Dzsedkaré és Unisz uralkodása alatt.

## Sírja
Masztabasírja Szakkarában található (D62). A sír bejárata délkeleti, két oszlop díszíti. Innen egy helyiség nyílik, melyből kétoldalt két másik helyiség. Az épületkomplexum közepén tízoszlopos udvar áll, majd észak felé további helyiségek, ezek egyikében található Ptahhotep álajtaja, előtte áldozati asztallal. A falak nagy részét domborművek díszítik, de a jeleneteknek nagyrészt csak az alsó része maradt fenn, melyek nagy része áldozatvivőket ábrázol. Az egyetlen családtag, akinek neve fennmaradt a sírban, Ptahhotep fia, Ahethotep. Őt fiával a gyönyörű díszítéséről ismert 64-es masztabába temették.
A festett domborműveken falusi életképek, mezőgazdasági jelenetek láthatók erősen idealizált formában. Az állatok közül libák, kecskék tehenek és szamarak láthatók: az egyik életképen a megbokrosodó szamár megzavarja a gabonát cséplő parasztokat; a másik hátrafordul és elkeseredetten ordít (MűvKezd, 50. old.).

## Ptahhotep intelmei
Az intelmekben számos téma szerepel; ezek középpontjában a Maat istennő által megszemélyesített rend áll; az intelmeket Ptahhotep ezen rend fenntartása érdekében írta. Számtalan tanáccsal látja el olvasóját, az illedelmes étkezéstől a házasságon át egészen a sikeres udvari viselkedésig. Emellett ad olyan, általános érvényű tanácsokat is, mint hogy kerüljük a vitatkozásra hajlamos embereket és gyakoroljunk önuralmat.
Általában úgy vélik, hogy a gyűjteményt Ptahhotep unokája, Ptahhotep Tjefi állította össze. Ő írta azokat a kezdősorokat, amellyel Ptahhotep vezírt nevezik meg szerzőként: „a város polgármestere, Ptahhotep vezír intelmei Iszeszi király őfelsége alatt”. A mű az intelmeket egy apának a fiához intézett tanácsaiként fogalmazza meg. Állítólag az Óbirodalom végén állították össze, de a legrégebbi fennmaradt példányok középegyiptomi nyelvűek, tehát az első átmeneti korban vagy a Középbirodalom idején készültek. Ez arra utal, hogy a művet a Középbirodalom idején írhatták; szerzője fiktív.
Egy kéziratos másolatát, a Prisse-papirusz a Louvre-ban állították ki.

### Idézetek (MűvKezd, 50. old.)
- Ne légy büszke tudásodra!
- Kérj tanácsot a bölcstől épp úgy, mint a tudatlantól, mert az élet művészete nehéz művészet, és nincs, aki mindent tud, amit tudni lehetne! Néha jó tanácsot kaphatsz a malomkőnél dolgozó szolgálótól is.
- Ha meg akarod őrizni a barátságot egy házban, amelyet gyakran látogatsz — legyen az a te uradé, a fivéredé vagy barátodé —  ne közelíts az asszonyokhoz! Az a hely, ahol ők vannak, nem ér semmit a te számodra. Saját hibájukból ezek elvesztek már így. A férfiak megőrülnek festett, szép arcuk láttán. Ám megöregedvén elvesztik ragyogásukat, és bőrük olyan lesz, mint a mosott kő. A gyönyör olyan, mint az álom: csak egy pillanatig tart, és az út végén a halál vár (18. intelem).

## Fordítás
- Ez a szócikk részben vagy egészben  a   Ptahhotep című angol Wikipédia-szócikk ezen változatának fordításán alapul.  Az eredeti cikk szerkesztőit annak laptörténete sorolja fel. Ez a jelzés csupán a megfogalmazás eredetét és a szerzői jogokat jelzi, nem szolgál a cikkben szereplő információk forrásmegjelöléseként.